# 蒙特格罗索-皮安拉泰
蒙特格罗索-皮安拉泰（義大利語：Montegrosso Pian Latte）是意大利因佩里亚省的一个市镇。总面积10.23平方公里，人口130人，人口密度12.7人/平方公里（2009年）。ISTAT代码为008037。

## 友好城市
- 法國蓬特韦斯 2013年